# Miss Marple tire sa révérence
Miss Marple tire sa révérence (Miss Marple's Final Cases and Two Other Stories dans l'édition originale britannique) est un recueil de huit nouvelles écrites par Agatha Christie.
Ce recueil a été publié initialement en 1979 au Royaume-Uni chez l'éditeur Collins Crime Club, et n'a pas d'équivalent américain. En France, il parait en 2001 seulement, dans le cadre de la collection « Les Intégrales du Masque », les nouvelles ayant été publiées précédemment dans d'autres recueils.
Les six premières nouvelles, policières, mettent en scène Miss Marple, tandis que les deux dernières sont du genre fantastique.

## Liste des nouvelles
1. Droit d'asile (Sanctuary)
2. La Mort pour rire (Strange Jest)
3. Meurtre sur mesure (The Tape-Measure Murder)
4. Malédiction (The Case of the Caretaker)
5. Une perle (The Case of the Perfect Maid)
6. Miss Marple raconte une histoire (Miss Marple Tells a Story)
7. La Poupée de la couturière (The Dressmaker's Doll)
8. Le Miroir (In a Glass Darkly)

## Publication américaine
Le recueil n'a pas d'équivalent aux États-Unis, les nouvelles sont publiées dans différents recueils :
- les nouvelles nos 6 et 8 sont publiées en 1939 dans The Regatta Mystery and Other Stories ;
- les nouvelles nos 2, 3, 4 et 5 sont publiées en 1950 dans Three Blind Mice and Other Stories ;
- les nouvelles nos 1 et 7 sont publiées en 1961 dans Double Sin and Other Stories.

## Rééditions et réécriture
Depuis 2020, dans de nouvelles éditions publiées par la maison d'édition américaine HarperCollins, des passages originaux de certains romans d'Agatha Christie ont été retravaillés ou supprimés « par les services de « lecteurs sensibles » pour tenir compte des sensibilités modernes ». Ainsi, dans le recueil Miss Marple’s Final Cases et Two Other Stories, un juge indien se met en colère en réclamant son petit-déjeuner dans le texte original avec « son tempérament indien », expression désormais remplacée par « son tempérament ». Les références aux « natifs » ont également été supprimées ou remplacées par le mot « local ».

## Éditions
- (en) Miss Marple's Final Cases and Two Other Stories, Londres, Collins Crime Club, octobre 1979, 140 p.
- Repris dans : L'Intégrale Agatha Christie  (trad. de l'anglais, préf. Jacques Baudou), t. 14, Paris, Librairie des Champs-Élysées, coll. « Les Intégrales du Masque », 2001, 796 p. (ISBN 2-7024-3025-2, BNF 37714938)
- Miss Marple tire sa révérence  (trad. de l'anglais par Michel Averlant), Lille, Hachette collections, coll. « Agatha Christie » (no 38), 2005, 201 p. (ISBN 2-84634-406-X, BNF 40083140)